# Spilocuscus kraemeri
Spilocuscus kraemeri és una espècie de marsupial de la família dels falangèrids. És endèmic de Papua Nova Guinea.